# 八木崎站
八木崎站（日语：／ Yagisaki eki */?）是位於日本埼玉縣春日部市粕壁，屬於東武鐵道野田線（東武都市公園線）的鐵路車站。車站編號是TD 09。

## 車站構造
此站為對向式月台2面2線的地面車站。站房位於船橋方向月台側，與往大宮方向的月台間透過跨線橋聯絡。跨線橋部分設有升降機。

### 月台配置
| 月台 | 路線           | 方向 | 目的地               |
| ---- | -------------- | ---- | -------------------- |
| 1    | 東武都市公園線 | 下行 | 春日部、柏、船橋方向 |
| 2    | 東武都市公園線 | 上行 | 岩槻、大宮方向       |

圖片

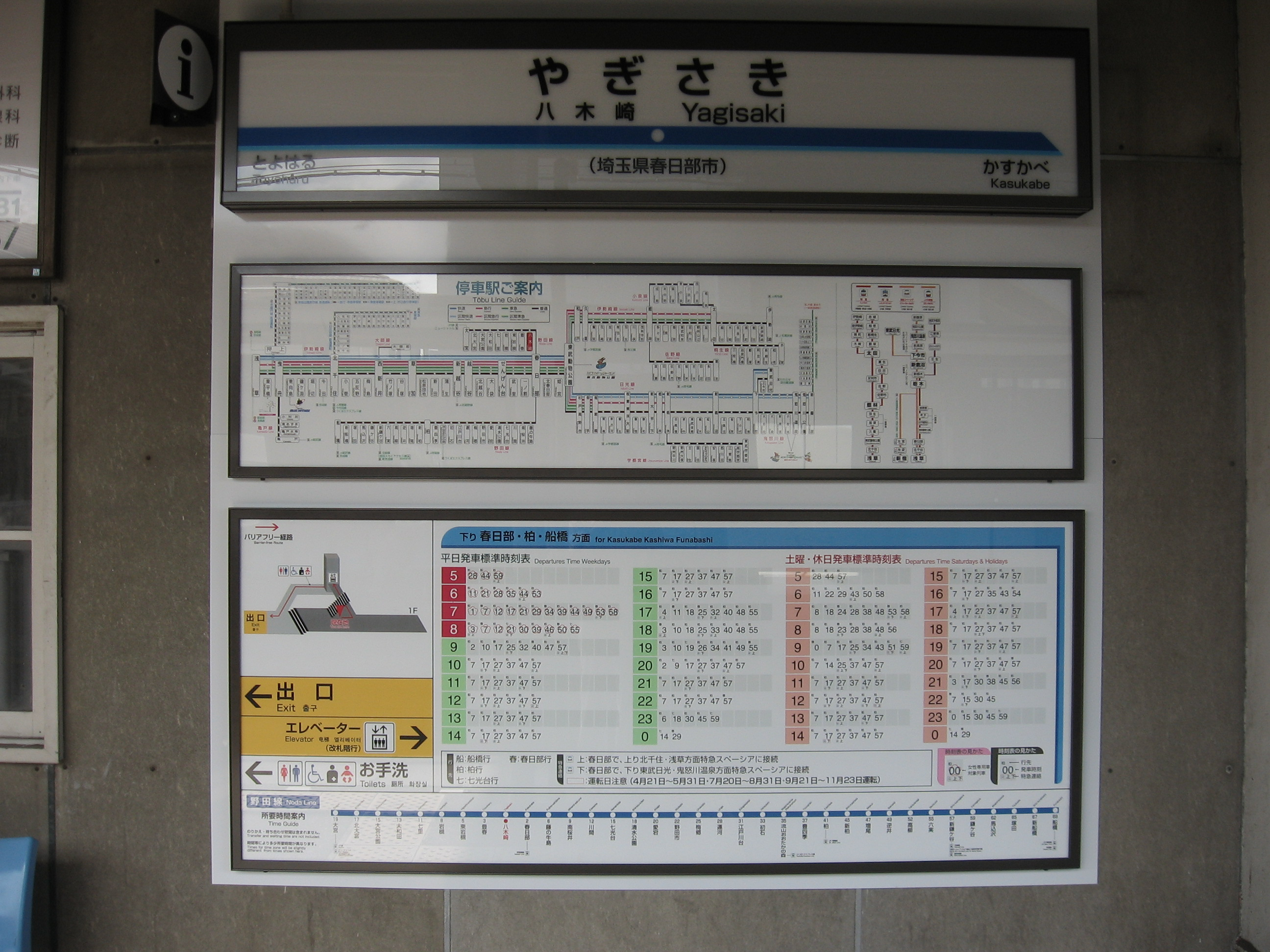
站名牌、路線圖、時刻表一體型導覽板（2010年9月）
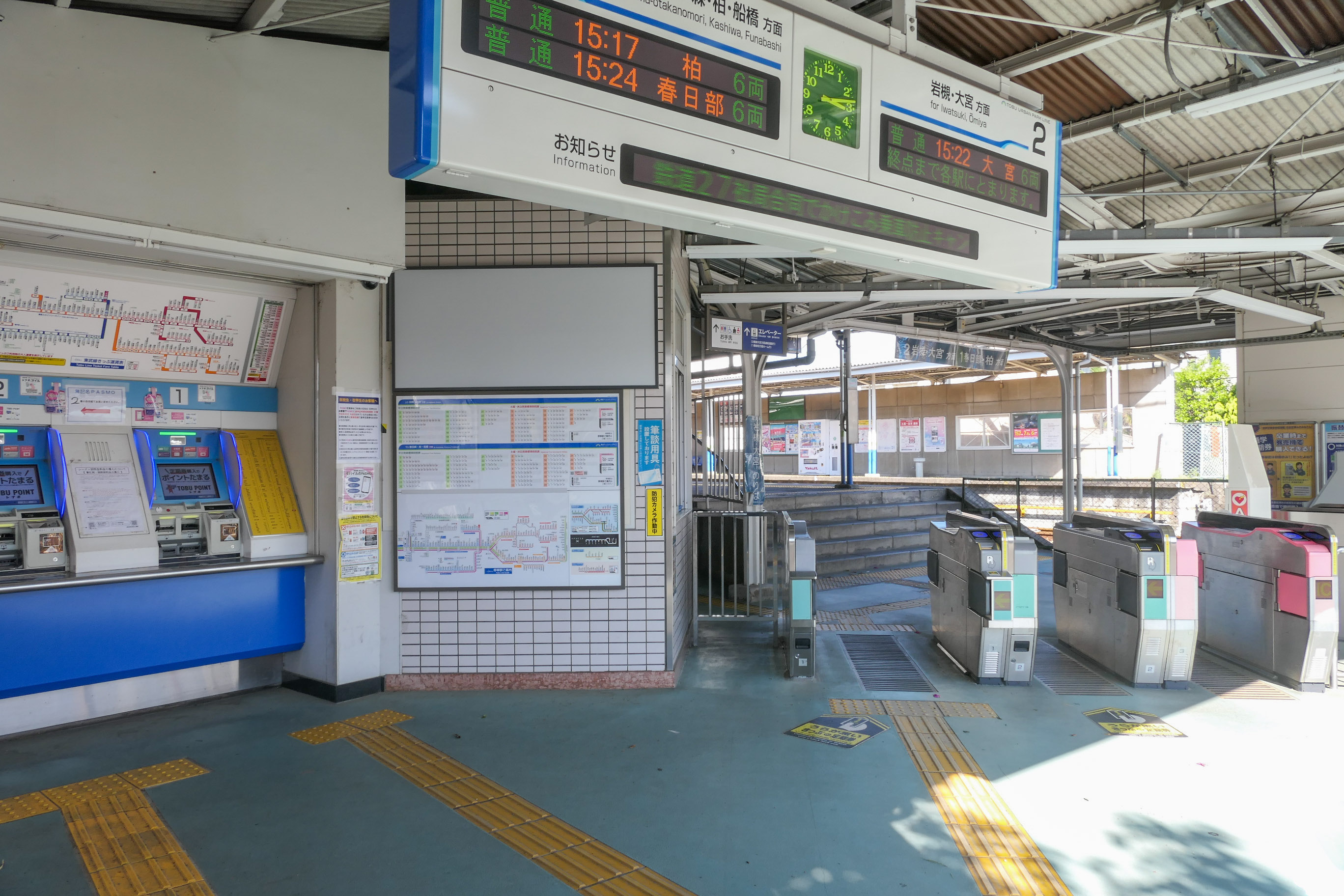
自動售票機與驗票閘口（2025年4月）
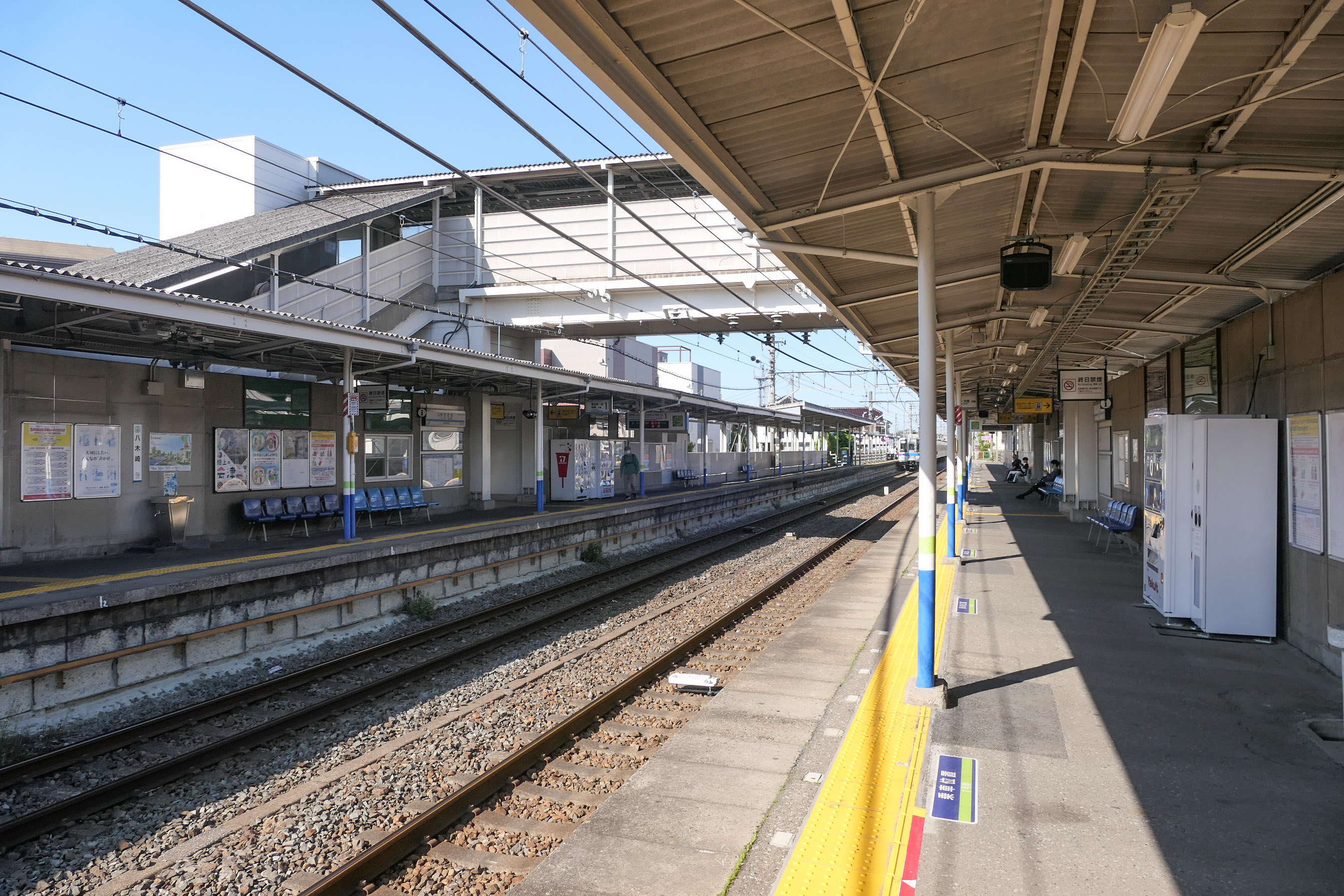
月台（2025年4月）

## 使用情況
2016年度1日平均上下車人次為10,788人。近年1日平均上下車人次的推移如下表｡
| 年度               | 1日平均 上下車人次 |
| ------------------ | ------------------ |
| 1997年（平成09年） | 9,952              |
| 1998年（平成10年） | 9,960              |
| 1999年（平成11年） | 9,859              |
| 2000年（平成12年） | 9,886              |
| 2001年（平成13年） | 9,810              |
| 2002年（平成14年） | 9,629              |
| 2003年（平成15年） | 9,543              |
| 2004年（平成16年） | 9,552              |
| 2005年（平成17年） | 9,474              |
| 2006年（平成18年） | 9,708              |
| 2007年（平成19年） | 9,686              |
| 2008年（平成20年） | 9,813              |
| 2009年（平成21年） | 9,914              |
| 2010年（平成22年） | 10,064             |
| 2011年（平成23年） | 9,874              |
| 2012年（平成24年） | 10,022             |
| 2013年（平成25年） | 10,264             |
| 2014年（平成26年） | 10,293             |
| 2015年（平成27年） | 10,854             |
| 2016年（平成28年） | 10,788             |

## 相鄰車站
東武鐵道
 東武都市公園線
- ■特急「都市公園Liner」停靠站（只限往大宮方向停靠）

■急行
通過
■普通
豐春（TD 08）－八木崎（TD 09）－春日部（TD 10）

## 外部連結
- 八木崎（車站資訊） - 東武鐵道